# خوک‌آهوها
خوک‌آهوها (نام علمی: Hyelaphus) نام یک سرده از تیره گوزن است.

## گونه‌ها
- آهوی خوکی هندی (Hyelaphus porcinus)
- Indochinese hog deer (Hyelaphus annamiticus)[۱]
- آهوی کالامیایی (Hyelaphus calamianensis)
- آهوی باوئان (Hyelaphus kuhlii)